# AAA BUZZ COMMUNICATION TOUR 2011 DELUXE EDITION
『AAA BUZZ COMMUNICATION TOUR 2011 DELUXE EDITION』（トリプルエー・バズ・コミュニケーション・ツアー・2011・デラックス・エディション）は、AAAが2011年11月16日にリリースした12作目の映像作品。

## 概要
- 2011年6月26日にさいたまスーパーアリーナで行われたツアーライブ「AAA BUZZ COMMUNICATION TOUR 2011 DELUXE EDITION」の映像である。動員数は約9万人[1][2]。
- 特典映像1には「As I am」、「SAVE YOUR SOUL」、「光啓日高の噛まない話～サッカー編～」のダイジェストのライブ映像が収録されており、特典映像2には「Buzz Communication TOUR」のオフショットが収録されている。
- BUZZ COMMUNICATION TOUR中の2011年5月12日、メンバーの伊藤千晃が広告撮影中の事故により右肘関節脱臼と右膝打撲の重傷を負い、伊藤復帰までの5月14日から5月29日までの9公演は他メンバー6人で公演が行われた[3]。

## 収録映像曲

### DISC 1
1. accel.
2. PARADISE
3. Dream After Dream ～夢から醒めた夢～
4. Heart and Soul
5. Get チュー!
6. Digest
7. Endless Fighters
8. No cry No more
9. Love@1st Sight
10. one more tomorrow
11. Believe own way
12. 逢いたい理由
13. DEPARTURES
14. WOW WAR TONIGHT 〜時には起こせよムーヴメント
15. Winter lander!!
16. ハリケーン・リリ、ボストン・マリ
17. CRAZY GONNA CRAZY
18. Break Down
19. 負けない心
20. ダイジナコト

### DISC 2
1. Day by day (ENCORE)
2. Charge & Go! (ENCORE)
3. MUSIC!!! (ENCORE)
4. STEP (ENCORE)